# Reformierter Friedhof (Braunschweig)

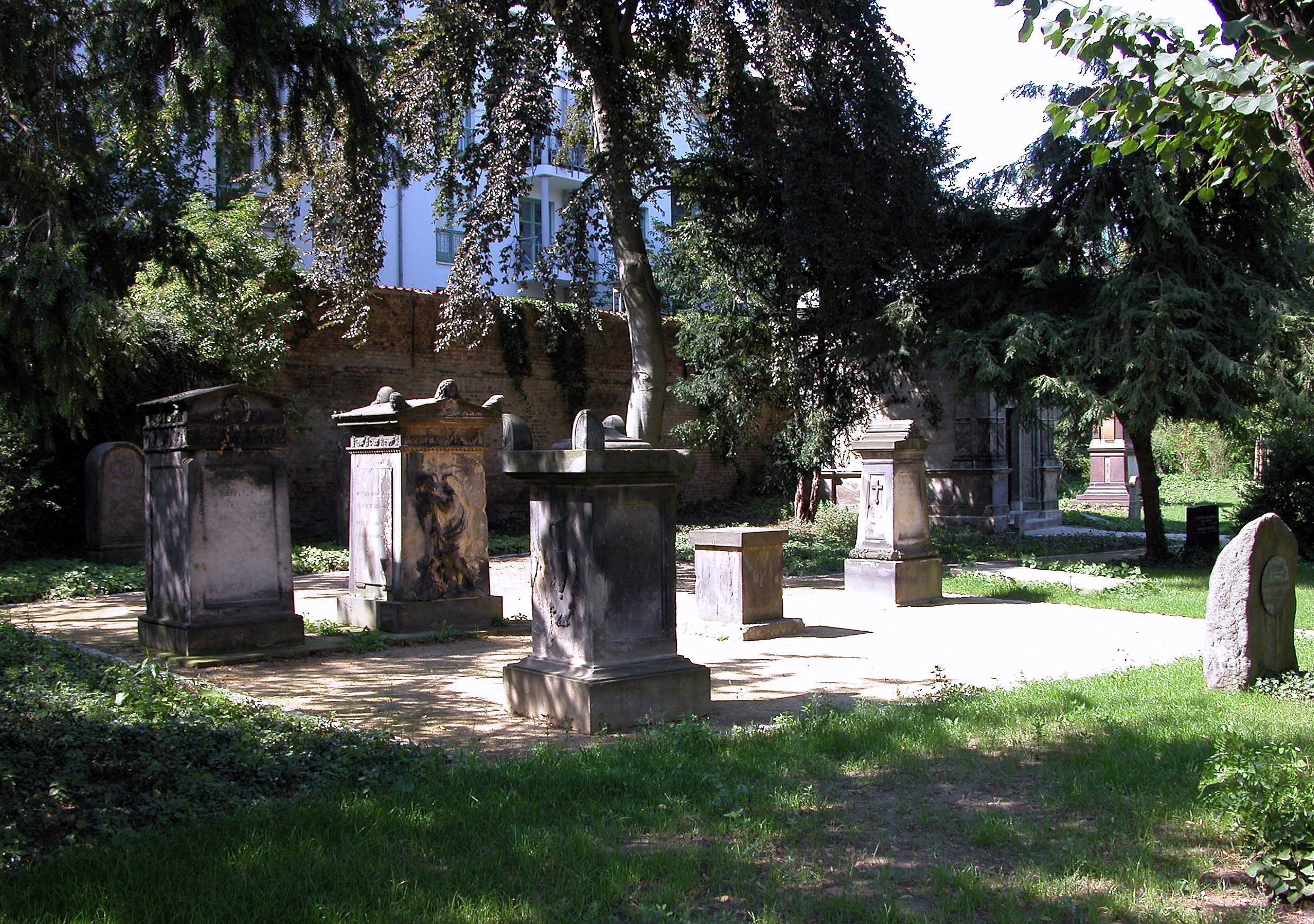
Diverse Grabmale aus dem Jahre 1749

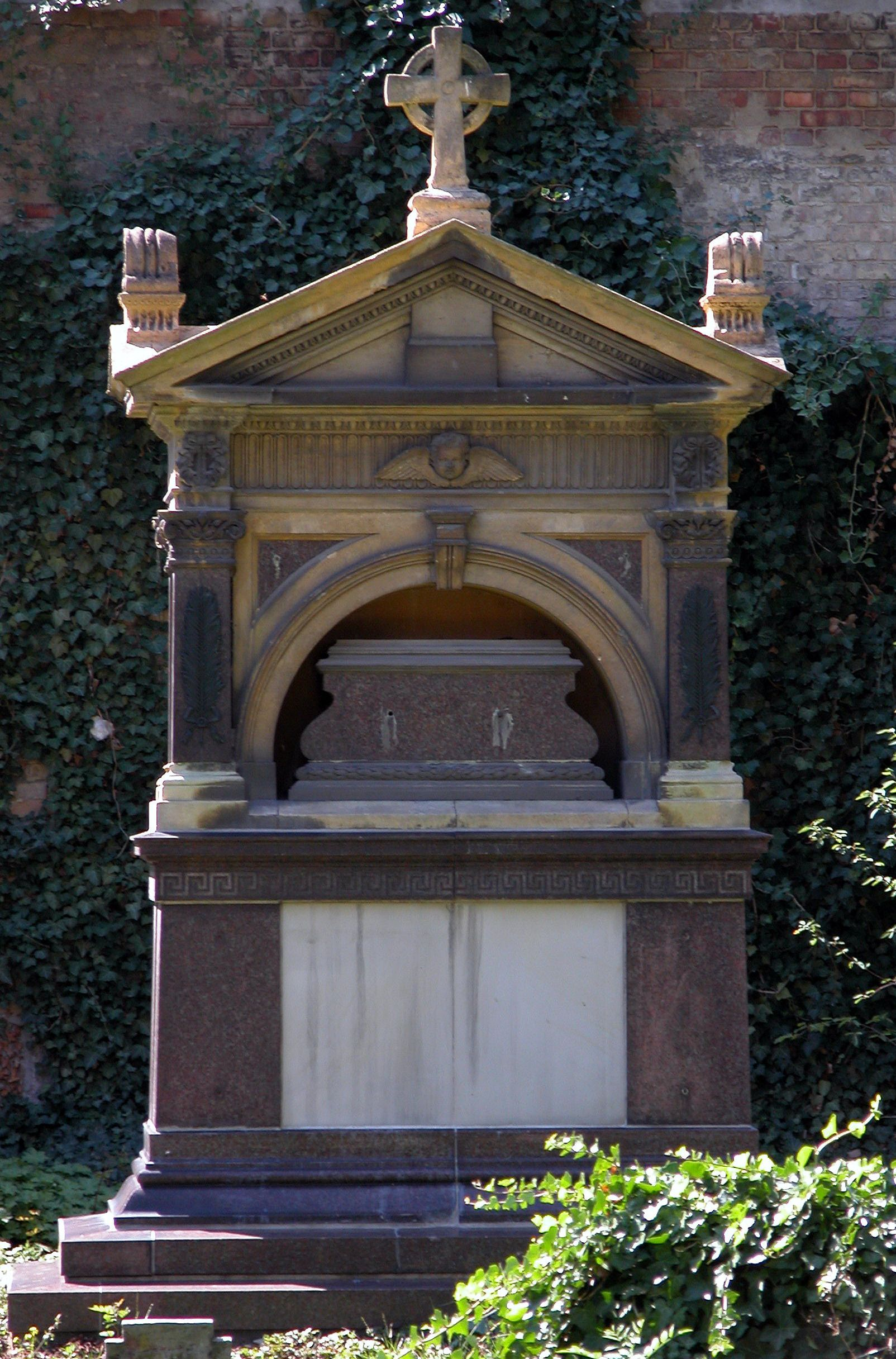
Familie Truckert

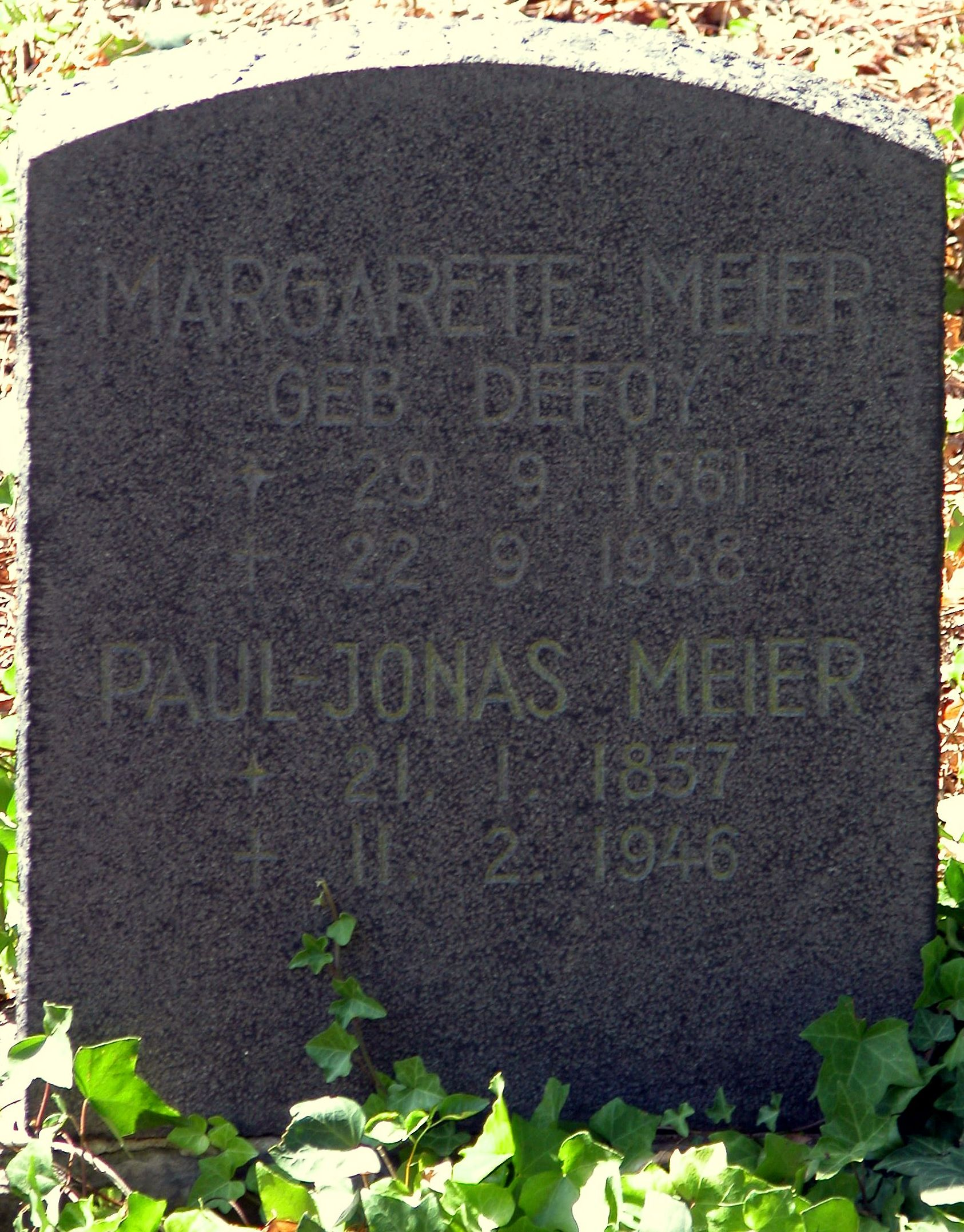
Paul Jonas Meier

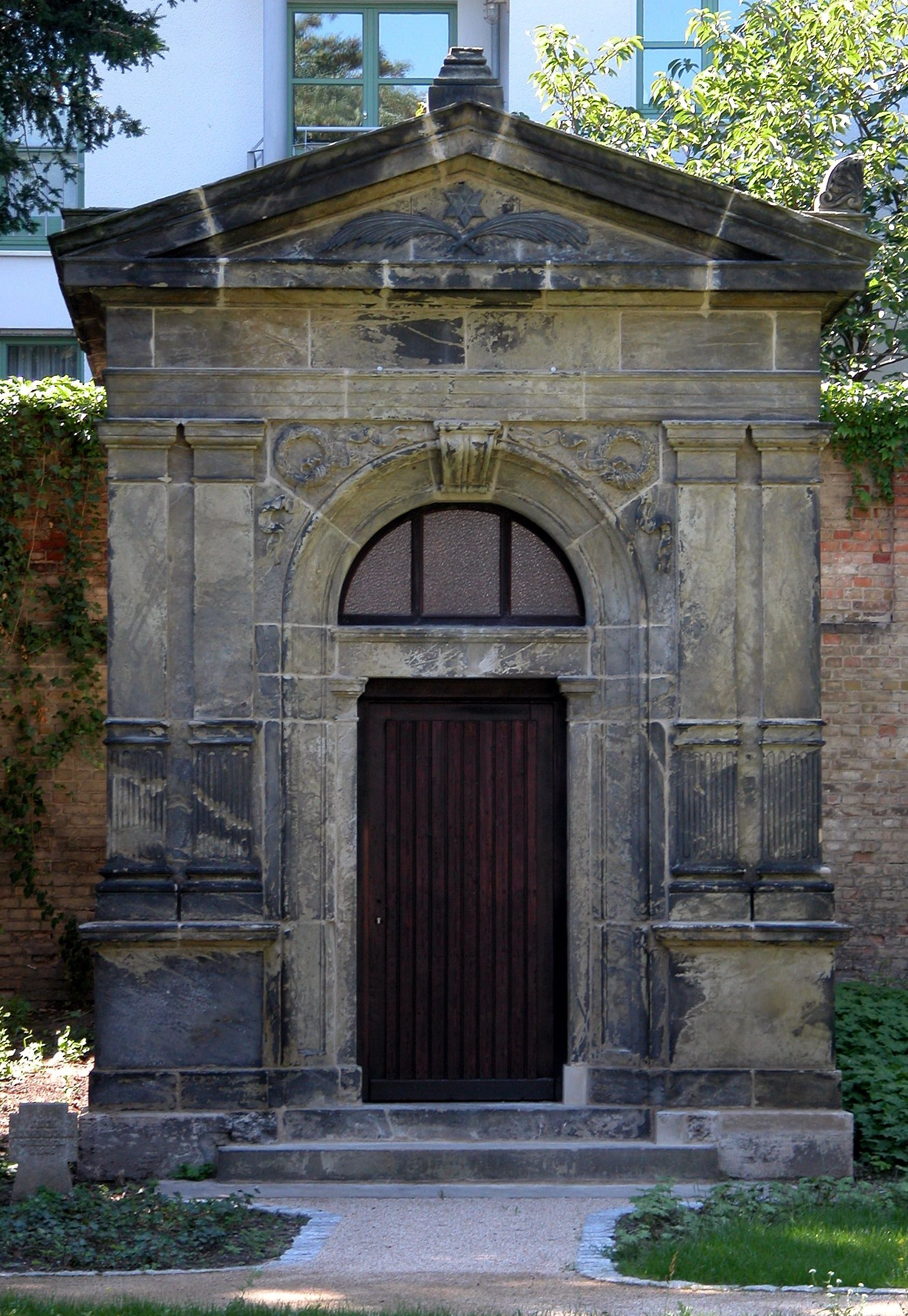
Mausoleum der Familie Heinicke

Der Reformierte Friedhof im Westlichen Ringgebiet in Braunschweig wurde 1749 angelegt und gehörte ursprünglich der Evangelisch-Reformierten Gemeinde. Heute ist der Friedhof im städtischen Besitz und zählt zu den ältesten noch erhaltenen Begräbnisstätten der Stadt. Er umfasst ca. 6700 m² und steht unter Denkmalschutz.

## Geschichte
Im Jahre 1749 schenkte Herzog Karl I. von Braunschweig der seit 1704 in Braunschweig ansässigen Reformierten Gemeinde ein Stück Land vor den Toren der Stadt zur Anlage eines eigenen Friedhofs. Neben dieser neu anzulegenden Begräbnisstätte befand sich bereits ein Friedhof für Kinder der Brüdern-Gemeinde.
Das Gelände des Reformierten-Friedhofes wurde in späteren Jahren mehrfach erweitert und verfügte über eine eigene Kapelle. Die Nutzung als Begräbnisstätte endete erst 1979 mangels Bedarf und zu hoher Unterhaltskosten für die Gemeinde (z. B. durch Vandalismus). 1985 wurden 500 m² an den angrenzenden Kindergarten abgetreten. Die letzten Ruherechte liefen im Jahre 2000 aus. Im Folgejahr wurde das Gelände entwidmet und ging in den Besitz der Stadt über. Allmählich verwilderte der Friedhof.
Heute befindet sich der Friedhof innerhalb der Stadtgrenzen an der Juliusstraße und steht der Öffentlichkeit als Grünanlage zur Verfügung.

### Sanierung
Im September 2004 wurde ein Sanierungskonzept für Gräber, Grünanlagen und Zuwegung verabschiedet. Die Kosten in Höhe von 100.000 Euro trugen die Stadt Braunschweig, die Richard-Borek-Stiftung sowie die Reformierte Gemeinde Braunschweig. Von 2005 bis 2006 wurde das Gelände auf Grundlage der historischen Struktur behutsam saniert, wobei einige Grabstellen umgebettet werden mussten.
Die erneute Nutzung der Grünanlage als Bestattungsstätte wurde 2015 beschlossen. Es sind nun wieder Urnenbeisetzungen möglich, dafür wurden zusätzlich Sandsteinstelen aufgestellt.

## Grabmale und Bekannte Bestattete
Folgende Persönlichkeiten wurden auf dem Reformierten Friedhof beigesetzt:
- Johann Heinrich Blasius (1809–1870), Zoologe
- Rudolf Heinrich Paul Blasius (1842–1907), Arzt
- Wilhelm August Heinrich Blasius (1845–1912), Direktor des Botanischen Gartens, Leiter des  Naturhistorischen Museums und Landtagsabgeordneter in Braunschweig
- Paul Jonas Meier (1857–1946), Direktor des Herzog Anton Ulrich-Museum
- Carl Rautmann (1818–1895), Geigenbauer

Auf dem Friedhof befinden sich auch sechs Kriegsgräber aus dem Zweiten Weltkrieg, die – wie bei Kriegsgräbern üblich – ein ewiges Ruherecht genießen.
Architektonisch bemerkenswert sind das Mausoleum der Familie Heinicke aus dem Jahre 1880 sowie das aufwändige Grabmal der Familie Truckert. Beide stehen unter Denkmalschutz.